# Nyord
Nyord er en lille ø nord for Møn med et areal på 4,99 km² og 36 indbyggere (2024). Øen hører til Vordingborg Kommune i Region Sjælland.
Øens vestlige 120 tønder land er frugtbar morænejord. Her ligger byen og den lille havn. 
Nyord er landfast med Møn via en dæmning og bro til Ulvshale. Broen har en enkelt, lysreguleret vejbane. 
I dag ejer en gårdejer fra Møn næsten al markjord, og Fugleværnsfonden ejer godt halvdelen af engene. Naturstyrelsen, Jægernes Naturfond og fire nyordboere ejer resten.[kilde mangler]

## Historie
Nyord nævnes i Valdemar Sejrs jordebog, og ifølge den var der hjorte på øen.
Herefter er oplysningerne meget sparsomme frem til starten af 1600-tallet, hvor øen hørte til Jungshoved Len. Under svenskekrigene var Nyord fra 1657 til 1658 tilflugtssted for Svend Gjønge og hans folk, til de blev sendt væk af lensmanden Christoffer Lindenov, der frygtede svenskerne. 
Fra 1665 ejede Christoffer Parsberg øen, men efter 1671 gik den tilbage til kronen.
Foruden fiskeri og landbrug levede nyordboerne af lodsvirksomhed gennem de lavvandede farvande rundt om øen. Efter sigende var der allerede i 1500-tallet lodser på øen. En kongelig anordning fastslog i 1748, at øens 20 gårdmænd og 7 husmænd havde eneret til at besørge lodseriet, og i anordningens 14. paragraf blev der fastsat lodstvang, hvilket i praksis betød, at lige så snart en lods havde tilbudt sin tjeneste, var skipperen pligtig til at betale, uanset om han tog lodsen ombord eller ej.
I 1763 brændte 15 gårde og huse, dog slap en gruppe gårde i byens nordøstre hjørne. Allerede i slutningen af 1700-tallet var der 20 gårde med 120 beboere. I alt 170 på øen; de sidste 50 var daglejere, husmænd og søfarende. Ved udskiftningen flyttede kun en gård ud, og 15 ligger stadig i byen. 
Da regeringen i 1769 solgte det mønske gods på auktion, købte øens tyve gårdmænd deres jord tillige med konge- og kirketiende. De fik øen billigt, men fik lodspligt, der først blev ophævet i 1879.
Indtil 1823 gik trafikken øst om Nyord i det smalle og dybe Ulfhaleløb, hvor Nyord-broen ligger nu. Indløbet mod Østersøen sandede efterhånden til. Derfor blev farvandet vest om Nyord mod Sjælland uddybet og gjort til farvand. Midt i 1800-tallet passerede cirka 3.000 skibe om året, og det betød, at lodseriet blev øens største indtægtskilde. Nyordboernes eneret og pligt til at lodse skibe gennem Ulvshaleløbet, var både indbringende og risikabelt, idet lodserne hæftede personligt for skib og last.
Et lille lodsudkigshus blev opført på øens højeste punkt i udkanten af Nyord by, da staten overtog lodsvæsenet i 1880'erne. I 1897 ved opgangsperiodens kulmination var 18 skibe, 4 både og 30 joller hjemhørende på øen. Efter at Nyord Lokalhistoriske Forening istandsatte det i 1882 oprettede statslige lodseris udkigshus "Møllestangen", blev det den 6. september 2013 officielt indviet af dronning Margrethe II som Danmarks mindste museum.  
1888 anlagdes Nyord Havn neden for byen ud til dybere vand for at forbedre laste- og lodsningsforholdene. Havnen betjentes fra 1902 til 1968 af postbåden Røret, der sejlede i fast rutefart mellem Stege og Nyord til broen mellem Møn og Nyord blev opført i 1968. Røret blev i 2011 med faglig støtte fra Skibsbevaringsfonden fuldstændig restaureret på Rødbyhavn Bådeværft og tilbageført til sit oprindelige udseende omkring 1910-1920. 
I 1890 åbnede et privat mejeri på Nyord, og i 1898 blev det erstattet af et andelsmejeri med en ansat mejerist.
Omkring 1900 blev Nyords første typiske markhuse bygget. Gårdene lå stadig inde i landsbyen, og der opstod behov for opbevaringshuse i nærheden af markerne. Langs hovedvejens nordside lå der omkring 1900 ti af disse skure. De tilhørte de gårde, der ved jordudskiftningen efter landboreformerne fik marker mod nord, så bønderne ikke skulle transportere deres redskaber fra landsbyen. I dag er der kun bevaret tre markskure.
I 1901 var indbyggertallet cirka 365 i den lille landsby, hvor gårdene stadig ligger samlet. Den 1. januar 2011 var tallet faldet til 41 personer.
Øen blev i 1846 et selvstændigt sogn (Nyord Sogn), udskilt fra Stege Landsogn. Den administrative ordning varede til 1966, hvor kommunen blev sammenlagt med Stege Landsogn. Sammen år blev også præsteembedet på Nyord nedlagt. 
Broforbindelsen med Møn åbnede i 1968. 

### Landsbymønsteret
Byen er kulturhistorisk interessant ved sit landsbymønster fra før udskiftningen med gårde og huse tæt sammen. Gårdene kan opdeles i tre grupper efter alder og karakter: 
- Den ældste gruppe mod nordøst er fra før 1800. Den kendes på de lave, smalle længer

- Den yngste gruppe mod nordvest og syd er ældre gårde, der er ombygget. Byen ligger bekvemt i terrænet og fremhæver den kompakte struktur. Fra søsiden ser man de mange næsten parallelle tage over hinanden. Fra landsiden danner bebyggelsen næsten overalt en klar afslutning mod agerlandet. Den sluttede byform skyldes den halvkreds af gårde, der ligger i kanten af landsbyen. Et andet hovedtræk er forholdet mellem byen, havnen og stranden neden for byen. De mange hegn og hække gør, at Nyord by virker meget grøn.

### Kirken
Nyord Kirke fra 1846 er en ottekantet bygning opført af arkitekt Otto M. Glahn med Frederiksberg Kirke som forbillede. Kirkeklokken hænger ikke i selve kirken, men i et meget enkelt klokketårn i træ ved kirken. Den tidligere præstegård ved siden af kirken er en for Nyord by stor bindingsværksbygning. Kirken fik i 1983 et Demant-orgel fra 1870 fra Paarup Kirke ved Odense. Kirkegården ligger cirka 2 km uden for Nyord by. 

## Natur
Den mod øst ca. 420 hektar store strandeng, Nyord Enge, er kendt som et af Østdanmarks allerbedste fugleområder. 206 hektar af Nyord Enge ejet af Fugleværnsfonden. Ca. 290 ha. af engene er jagtfri. De sydlige strandenge indgår i det 100 kvadratkilometer store Ulvhale-Nyord vildt- og fuglereservat. Heraf er 20 kvadratkilometer helt jagtfrit område i Hegnede Bugt, den sydvestlig del af Ulvhale og sydengene på Nyord. Fra Fugleværnsfondens offentligt tilgængeligt fugletårn ved vejen mellem broen og Nyord by er der udsigt over strandengene og Bøgestrømmen, Hegnede bugt og Stege Bugt omkring Nyord. 20 arter vadefugle, ænder, måger og terner yngler i reservatet. Nyord Enge er et af de sidste steder i Østdanmark, hvor man kan se ynglende stor kobbersneppe og nogle år også brushane. Imens almindelig ryle ikke yngler her længere. 
Hyldevang Naturcenter er et nedlagt landbrug, som siden 2008 har fungeret som besøgscenter for de mange, der gæster Nyord. Desuden bruges Hyldevang af Nyords beboere. Af faciliteter kan nævnes Fugletårn med udsigt over Sydengene, dufthave, shelter, bålhus og plancheudstillinger i madpakkehuse.

## Turisme
2004 åbnede den kulturhistoriske udstilling om Nyord. Den er skabt af Møn Bibliotek og Nyord Lokalhistoriske Forening. Udstillingen er i den gamle lodsgård, Nyord Bygade 1. 
Nyord har sin egen hjemmeside, der dækker øens foreningsliv med nyheder og aktiviteter.

## Galleri
- Dæmningen og broen til Nyord
- Gammel gård i Nyord
- Nyord
- Restaurant Lolle Gaard
- Den gamle købmandsbutik
- Den gamle købmandsbutik
- Markhus ved Nyord
- Lodsudkigshuset "Møllestangen"